# Cesare Maria Antonio Rasponi

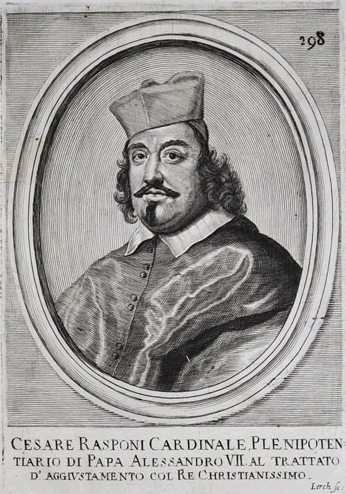
Cesare Maria Kardinal Rasponi (Porträtstich)

Cesare Maria Antonio Rasponi (* 15. Juli 1615 in Ravenna; † 21. November 1675 in Rom) war ein italienischer Kardinal.

## Leben
Er wurde 1615 in Ravenna als Sohn von Francesco und Clarice Vaini geboren. Als er fünf Jahre alt war, verlor er seinen Vater, und die Mutter nahm ihn und seinen Bruder Guido Paolo nach Rom mit, weil sie mit der Familie Barberini verwandt war. Mit Papst Urban VIII. hatte zwischen 1623 und 1644 ein Mitglied jener Familie den päpstlichen Thron inne. Rasponi studierte Griechisch, Hebräisch, Moralphilosophie und Archäologie am Seminario Romano und schloss sein Studium der Rechtswissenschaften an der Universität Bologna ab. Er war zunächst Kanoniker an der Basilika San Lorenzo in Damaso und dann an der Basilika San Giovanni in Laterano, dann Auditor bei Kardinal Francesco Barberini und später bei Kardinal Flavio Chigi, dem zukünftigen Papst Alexander VII.
Um Probleme im Zusammenhang mit dem Kapitel der Abtei Clairac zu lösen, wurde er nach Frankreich entsandt. Weitere Ämter folgten: Abbreviatore del Parco maggiore, Referendar am Tribunal der Apostolischen Signatur und Referent der Sacra Consulta. Als Papst Urban VIII. 1644 starb und die Familie Barberini in Ungnade fiel, suchte Rasponi Zuflucht in Frankreich und schloss in Paris eine tiefe Freundschaft mit der Königin Anna von Österreich und Kardinal Giulio Mazzarino. Sie baten ihn, in Frankreich zu bleiben und boten ihm eine großzügige Rente an.
Am 10. März 1654 wurde er zum Sekretär des Sacra Consulta und später zum Konsultor der Römischen und Allgemeinen Inquisition ernannt. Unter dem Pontifikat von Papst Alexander VII. war er Sekretär der Kongregation für Gesundheit und engagierte sich aktiv während der Epidemie, die Rom heimsuchte. Im Jahr 1662 war sein herausragendes diplomatisches Talent notwendig, um einen schwerwiegenden Streit zwischen dem Heiligen Stuhl und Frankreich zu schlichten.
Papst Alexander VII. erhob ihn im Konsistorium vom 14. Januar 1664 in pectore zum Kardinal, veröffentlichte diese Entscheidung jedoch erst am 15. Februar 1666. Am folgenden 15. März empfing Rasponi den Galero und die Titelkirche San Giovanni a Porta Latina. Am 7. März 1667 wurde er für drei Jahre zum legato a latere von Urbino ernannt. Er nahm am Konklave 1667 teil, in dem Papst Clemens IX. gewählt wurde. Im Jahr 1668 übersiedelte er nach Ravenna. Er nahm ferner am Konklave von 1669–1670 teil, in dem Papst Clemens X. gewählt wurde. Später resignierte er von der Gesandtschaft und kehrte nach Rom zurück.
Kardinal Rasponi starb am 21. November 1675 im Alter von 60 Jahren und wurde in der Erzbasilika San Giovanni in Laterano an der Seite seiner Mutter beigesetzt.

## Grabinschrift
„D O M

CAESARI S R E CARDINALI

RASPONO

FRANCI: ET CLARICIS VAINÆ

FILIO

QUI APOSTOLICUS LEGATUS

BELLO COMPOSITO

AB URBE FAME AC PESTE DEPULSA

INTER TERRARUM NEGOTIA NACTUS OTIA

LATERANENSIS BASILICÆ

ERUDITISSIMAM SCRIPSIT HISTORIAM

ANNALIUM IPSE MATERIA

OMNIBUS VIRTUTE CHARUS

PURPURAM AB ALEXANDRO VII ACCEPTAM

DECENNIO ORNATAM

CUM VITA EXUIT

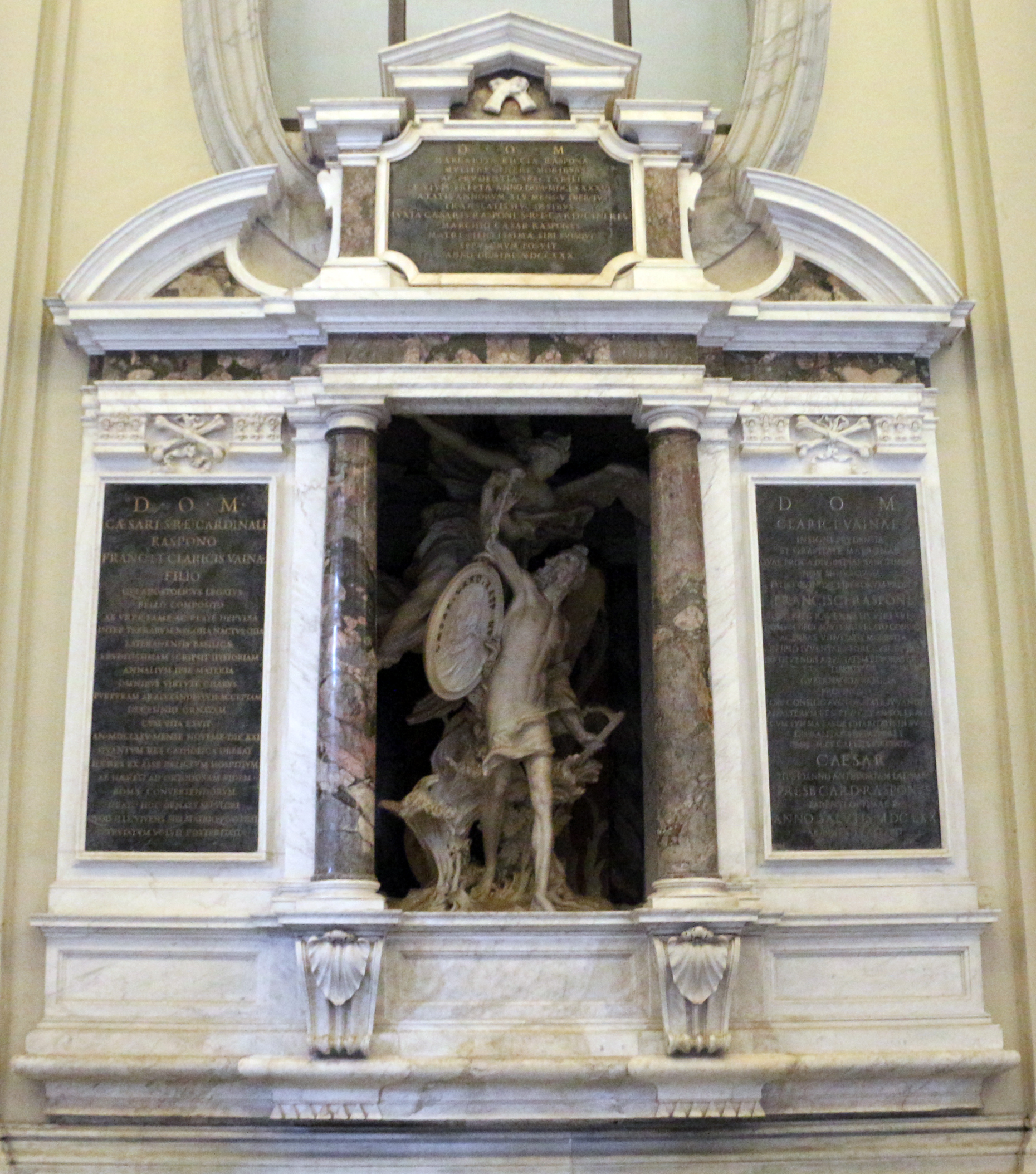
Das Rasponi-Grabmal in der Lateranbasilika

AN MDCLXXV MENSE NOVEMB DIE XXI QUANTUM RES CATHOLICA DEBEAT

HÆRES EX ASSE RELICTUM HOSPITIUM

AB HÆRESI AD ORTODOXAM FIDEM

ROMÆ CONVERTENDORUM

GRATO HOC ORNATU SEPULCRI

QUOD ILLE VIVENS SIBI MATRIQ POSUERAT

TESTATUM VOLUIT POSTERITATI“